# Archicnephasia
Archicnephasia is een geslacht van vlinders uit de familie van de Tortricidae (Bladrollers). Het geslacht werd voor het eerst wetenschappelijk beschreven door Józef Razowski in 1983.

## Soorten
Het genus is monotypisch en bevat alleen de volgende soort:

- Archicnephasia hartigi Razowski, 1983